# Ruthénocène
Le ruthénocène ou bis(η5-cyclopentadiényl)ruthénium est un composé organométallique du ruthénium de formule (C5H5)2Ru. Il appartient à la famille des composés sandwich et plus spécifiquement à la sous-famille des métallocènes. Il se présente sous la forme d'un solide jaune volatil.

## Structure et liaisons
Le ruthénocène consiste en un ion ruthénium pris en sandwich entre deux cycles de cyclopentadiényle. Ce centre métallique se lie de façon symétrique aux deux ligands cyclopentadiényle par des liaisons covalentes haptiques Ru-C de longueur 221–222 pm,.
Le ruthénocène est isoélectronique avec le ferrocène, et il possède une structure et des propriétés similaires. Les deux composés ont 18 électrons de valence ce qui explique leur grande stabilité. En phase gaz, les cycles de cyclopentadiényle du ruthénocène comme ceux du ferrocène adoptent une conformation éclipsée, mais la barrière de rotation est faible, si bien qu'en solution la rotation est libre et rapide. En phase solide cependant, le ruthénocène conserve cette conformation éclipsée, contrairement au ferrocène qui prend une conformation décalée. Cette différence peut s'expliquer par le rayon ionique plus grand du ruthénium, ce qui accroît la distance entre les cycles de cyclopentadiényle et réduit les interactions stériques, ce qui permet à la conformation éclipsée d'être prévalente.

## Propriétés chimiques
Contrairement au ferrocène, le ruthénocène s'oxyde par échange de deux électrons, et non d'un seul. Avec un anion non coordinant comme électrolyte, l'oxydation se fait par étape à 1 électron.

## Synthèse
Le ruthénocène fut synthétisé la première fois en 1952 par Geoffrey Wilkinson, qui avait déjà collaboré à l'étude de la structure du ferrocène l'année précédente. Il fut préparé par la réaction entre le trisacétylacétonate de ruthénium avec du bromure de cyclopentadiénylmagnésium en excès : 
Ru(acac)3  +  3 C5H5MgBr  →   Ru(C5H5)2  +  3 "acacMgBr"  +  "C5H5"
Le ruthénocène peut aussi être préparé par réaction entre le cyclopentadiénure de sodium avec le « dichlorure de ruthénium » (préparé in situ par réaction entre le ruthénium métallique et le trichlorure de ruthénium) :
RuCl2 + 2 Na(C5H5) ⟶ Ru(C5H5)2 + 2 NaCl.

## Utilisation
Le ruthénocène a fait l'objet d'études comme photoinitiateur dans le cadre de réactions de polymérisation.